# Rudolf Herzog (Ingenieur)
Rudolf Herzog (* 8. Februar 1837 in Wettin; † 6. November 1903 in Sayn) war ein deutscher Ingenieur.

## Leben
Rudolf Herzog war der Sohn eines Bergmeisters. Die ersten Jahre seines Lebens verbrachte er bei Pflegeeltern in Hoym, danach wuchs er in einem Waisenhaus in Halle an der Saale auf, wo er auch seine Abiturprüfung ablegte. Herzog absolvierte ein einjährige Praktikum in Bernburg und diente dann als Einjährig-Freiwilliger bei einem Feldartillerie-Regiment in Magdeburg. Nach Beendigung seiner Dienstzeit studierte er am Königlichen Gewerbe-Institut in Berlin. Während seines Studiums war er Mitglied des Akademischen Vereins Hütte. Eine erste Anstellung als Ingenieur erhielt Herzog in Steele. Danach wurde er Gießereiaufseher des königlichen Hüttenamtes zu Sayn. Beim Verkauf der Hütte an die Firma Fried. Krupp 1865 behielt er seine berufliche Position bei und wurde 1872 Vertreter des Direktors der Kruppschen Hüttenverwaltung zu Sayn. Im Februar 1903 wurde Herzog Vorstand der Kruppschen Hüttenverwaltung. Während der Mobilmachung 1866 wurde er zwar eingezogen, aber von seinem Arbeitgeber als unabkömmlich wieder zurückverlangt. Am Deutsch-Französischen Krieg von 1870 bis 1871 nahm er vom Beginn bis zum Ende teil.
Herzog wurde 1863 Mitglied des Vereins Deutscher Ingenieure (VDI). 1891 und 1892 war er VDI-Vorstandsmitglied. Den Mittelrheinischen Bezirksverein des VDI leitete er mehrere Jahre. Er war 25 Jahre lang Mitglied des Gemeinderates in Sayn-Mülhofen und auch über einen längeren Zeitraum Mitglied der Bürgermeisterei-Versammlung in Bendorf. 1872 gründete Herzog den Bürgerverein in Sayn und saß ihm bis an sein Lebensende vor.